# Tina Charlebois
Pour les articles homonymes, voir Charlebois.
Tina Charlebois, née à Iroquois dans un village anglophone  du Sud-Est ontarien au Canada, est une poète canadienne.

## Biographie
Après avoir complété des études en français et en anglais à l'Université d'Ottawa, Tina Charlebois a vécu quelques années dans l'Ouest canadien. Elle enseigne présentement le français à l'École secondaire catholique La Citadelle de Cornwall.

## Publications
- Tatouages et testaments, Le Nordir, 2002 (finaliste au Prix Trillium-Poésie).
- Poils lisses, L'Interligne, 2006 (Prix Trillium-Poésie et Prix LeDroit).
- Conjugaison des leurres de André et Tina Charlebois, L’Interligne (Finaliste pour le Prix Champlain, 2019)